# Cantone di Atenas
Il Cantone di Atenas è un cantone della Costa Rica facente parte della provincia di Alajuela.

## Geografia fisica
Questo cantone è in gran parte montuoso. Il Río Grande traccia il confine settentrionale ed orientale del cantone. Scorrendo verso sud, il fiume riceve le acque di altri due grandi fiumi: il Río Poás ed il Río Virilla, prima di voltare ancora ad ovest e formare il confine meridionale del cantone sotto il nuovo nome di Río Grande de Tárcoles. Il confine occidentale del cantone è tracciato da una serie di canyon che tagliano la catena montuosa costiera.

## Geografia antropica

### Suddivisioni amministrative
Il cantone è diviso in 7 distretti:
- Atenas
- Concepción
- Jesús
- Mercedes
- San Isidro
- San José
- Santa Eulalia

## Storia
Il cantone è stato istituito con decreto del 7 agosto 1868. Il suo nome deriva da quello della capitale greca Atene.